# Peanos axiom
Peanos axiom (även kallad Dedekind–Peanos axiom)  är en mängd axiom för de naturliga talen som presenterades av de den italienska matematikern Giuseppe Peano. Dessa axiom har varit viktiga inom forskning om fundamentala frågor som konsistens och fullständighet i talteori.
Behovet av formalism inom aritmetiken insågs inte förrän Hermann Grassmann visade att man med hjälp av basala fakta om efterföljaroperationer och induktion kunde bevisa många andra resultat inom aritmetiken. I början 1880-talet bidrog Charles Sanders Peirce med en axiomatisk behandling av de naturliga talen och ett par år senare föreslog Richard Dedekind en samling av axiom för de naturliga talen. På slutet av 1880-talet publicerade Peano en mer precis formulerad version av den samlingen axiom i sin bok Arithmetices principia, nova methodo exposita (Aritmetikens principer visade med en ny metod).  

## Axiomen
När Peano formulerade sina axiom var det inte bara innebörden av axiomen som var viktiga men också hans notation.
Peano bibehöll en klar distinktion mellan matematiska och logiska symboler, vilket på den tiden inte var vanligt eftersom den matematiska logiken var i sin linda. Denna typ av separation hade introducerats av Gottlob Frege 1879, men Peano var omedveten om detta, och skapade sina notationer oberoende av Frege. Peanos arbete var baserad på arbete av George Boole och Ernst Schröder.
Peanos axiom definierar de aritmetiska egenskaperna av de naturliga talen. De primitiva begreppen i detta system är tal, 0 (tal) (ibland 1 (tal)), och efterföljare, {\displaystyle S(x)}.
1. 0 är ett naturligt tal.
2. För varje naturligt tal {\displaystyle x,x=x} (likhet är reflexiv).
3. För alla naturliga tal {\displaystyle x} och {\displaystyle y}, där  {\displaystyle x=y}, så är  {\displaystyle y=x} (likhet är symmetrisk).
4. För alla naturliga tal {\displaystyle x}, {\displaystyle y} och {\displaystyle z}, där {\displaystyle x=y} och {\displaystyle y=z}, så är  {\displaystyle x=z} (likhet är transitiv).
5. För alla {\displaystyle a} och {\displaystyle b}, om {\displaystyle a} är ett naturligt tal och {\displaystyle a=b}  så är {\displaystyle b} också ett naturligt tal (mängden naturliga tal är sluten över likhet).
6. För varje naturligt tal {\displaystyle x}, är {\displaystyle S(x)} ett naturligt tal.
7. 0 är inte efterföljare till något tal.
8. Två olika tal har aldrig samma efterföljare.
9. Om P är en egenskap, sådan att 0 har denna egenskap, och om det att ett tal n har egenskapen P medför att efterföljaren till n också har egenskapen P, så har varje tal egenskapen P.

Peanos originalformuleringar av axiomen använde 1 istället för 0. Detta val är godtycklig då axiom 1 inte förser 0 med några särskilda egenskaper.

## Aritmetik
Utifrån dessa axiom kan man definiera och härleda egenskaper hos de aritmetiska operationerna som addition och multiplikation.

### Addition
Addition är en funktion {\displaystyle +:\mathbb {N} \times \mathbb {N} \to \mathbb {N} }, definierad enligt:
{\displaystyle {\begin{aligned}a+0&=a,\\a+S(b)&=S(a+b).\end{aligned}}}

### Multiplikation
Multiplikation är en funktion {\displaystyle \cdot :\mathbb {N} \times \mathbb {N} \to \mathbb {N} }, definierad enligt:
{\displaystyle {\begin{aligned}a\cdot 0&=0,\\a\cdot S(b)&=a+(a\cdot b).\end{aligned}}}